# 托马斯·巴拉克
小托马斯·约瑟夫·巴拉克（英語：Thomas Joseph Barrack Jr.，也称汤姆·巴拉克，1947年4月28日—），美国私募股权房地产投资人，上市房地产投资信托基金（REIT）柯罗尼资本的创始人兼执行主席。2025年5月，巴拉克先后出任美国驻土耳其大使和叙利亚问题特使。